# Ali Mendjeli (ville)
Pour le militaire et homme politique, voir Ali Mendjeli.
Ali Mendjeli est une ville nouvelle, située dans la banlieue sud de Constantine. Son nom est un hommage au combattant de la guerre d’indépendance algérienne Ali Mendjeli.

## Histoire
Les études du plan d’occupation des sols sont lancés en 1992 mais ce n'est qu'en 2000 que cette zone, connue sous le nom de plateau d'Ain-El-Bey, est baptisée par décret présidentiel, Ali Mendjeli.
C'est au tournant de l'an 2000 que ce projet de ville nouvelle de 500 000 habitants prend son envol. Au recensement de 2008, elle comptait 64 120 habitants.
En 2014, un établissement d'aménagement des villes de Ain Nahas, et de Ali Mendjeli a été créé, afin de la gérer
En 2017, elle passe pour une des agglomérations les plus affectées par la criminalité.

## Éducation
La commune est le siège de deux universités :
- Université Constantine 2 (Abdelhamid Mehri)
- Université Constantine 3